# Lýðræðisvaktin
Die Lýðræðisvaktin (Parteibuchstabe L) war eine politische Partei in Island, die von 2013 bis 2020 bestand. Die Partei, deren Name sich wörtlich als Demokratie-Wache oder Demokratie-Beobachter übersetzen lässt, benutzte auch die englische Bezeichnung Iceland Democratic Party (Demokratische Partei Island).

## Geschichte
Gegründet wurde die Partei am 16. Februar 2013 mit dem hauptsächlichen Ziel, die vom Verfassungsrat in der vergangenen Legislaturperiode ausgearbeitete neue Verfassung zu verabschieden.
Bei ihrem ersten und einzigen Antritt zu einer Parlamentswahl in Island am 27. April 2013 holte die Partei rund 2,5 Prozent der Stimmen und erhielt damit keinen Sitz im nationalen Parlament Althing. Der Parteivorsitzende Þorvaldur Gylfason trat im Oktober 2013 zurück, sein Nachfolger war Lýður Árnason.
Zur Parlamentswahl in Island 2016 ist die Partei nicht angetreten. Am 20. Juli 2020 wurde die Partei aufgelöst und aus dem isländischen Handelsregister gestrichen.

## Programm
In ihrem Programm setzte sich die Partei unter anderem für folgendes ein:
- erhöhte Autonomie für die Kommunen
- Island soll zu einem Reiseziel der unberührten Natur gemacht werden
- eine nachhaltige und wettbewerbsfähige Landwirtschaft
- Gewährleistung der sozialen Sicherheit und der sozialen Dienste
- eine stabile Erholung der Wirtschaft sowie eine effiziente Arbeitsaufteilung zwischen staatlichen und privaten Unternehmen
- eine strenge Regulierung der Finanzinstitute unter anderem durch die Abschaffung der Indexierung von Hypothekendarlehen
- Annahme der vom Verfassungsrat in der vergangenen Legislaturperiode ausgearbeiteten neuen Verfassung in einem Referendum
- Gleichstellung von Mann und Frau in allen Bereichen der Gesellschaft
- Beitritt zur Europäischen Union durch die Abhaltung eines bindenden Referendums